# Pessina Cremonese
Pessina Cremonese är en ort och kommun i provinsen Cremona i regionen Lombardiet i Italien. Kommunen hade 632 invånare (2018).